# Circonscription de Sidi Bouzid
La circonscription de Sidi Bouzid est une ancienne circonscription électorale tunisienne. Elle couvre le territoire du gouvernorat de Sidi Bouzid.
Elle est instaurée à partir de la IVe législature. Auparavant, la région est rattachée à la circonscription de Gafsa, sauf lors des élections de 1969 où les députés de Sidi Bouzid sont élus dans la circonscription Gafsa III.
Le décret-loi no 2022-55 du 15 septembre 2022 la divise en six circonscriptions.

## Résultats électoraux
Voici les résultats de l'élection de l'Assemblée constituante de 2011 pour la circonscription ; la liste donne les partis ayant obtenu au moins un siège : 
| Parti          | Parti                                                              | Voix    | %     | Sièges |
| -------------- | ------------------------------------------------------------------ | ------- | ----- | ------ |
|                | Pétition populaire pour la liberté, la justice et le développement | 48 665  | 38,2  | 3      |
|                | Ennahdha                                                           | 19 850  | 15,58 | 2      |
|                | Liste L'Indépendant                                                | 12 172  | 9,56  | 1      |
|                | Mouvement du peuple                                                | 3 617   | 2,92  | 1      |
|                | Mouvement des démocrates socialistes                               | 2 503   | 1,96  | 1      |
| Inscrits       | Inscrits                                                           | 308 134 | 100   | 8      |
| Votants        | Votants                                                            | 138 786 |       | -      |
| Exprimés       | Exprimés                                                           | 127 386 | 100   | -      |
| Blancs et nuls | Blancs et nuls                                                     | 11 400  |       | -      |

## Représentants

### Constituants
|  | Nom                                         | Image | Parti                                                                                               |
|  | ------------------------------------------- | ----- | --------------------------------------------------------------------------------------------------- |
|  | Mohamed Ben Youssef El Hamdi                |       | Courant de l'amour                                                                                  |
|  | Faïza Kadoussi                              |       | Courant de l'amour                                                                                  |
|  | El Hasni Badri                              |       | Pétition populaire, Parti de l'ouverture et de la fidélité puis Parti du mouvement de la république |
|  | Mohamed Taher Tlili                         |       | Ennahdha                                                                                            |
|  | Baya Jaouadi                                |       | Ennahdha                                                                                            |
|  | Mohamed Tahar Ilahi                         |       | Liste L'Indépendant puis Mouvement du Tunisien pour la liberté et la dignité                        |
|  | Fadhel Saghraoui Mohamed Brahmi (2011-2013) |       | Mouvement du peuple                                                                                 |
|  | Manel Kadri Ahmed Khaskhoussi (2011-2013)   |       | Mouvement des démocrates socialistes                                                                |

### Députés
|  | Nom                  | Parti                       |
|  | -------------------- | --------------------------- |
|  | Mohamed Ben Belgacem | Parti socialiste destourien |
|  | Habib Debbeche       | Parti socialiste destourien |

|  | Nom               | Parti                       |
|  | ----------------- | --------------------------- |
|  | Ahmed Bennour     | Parti socialiste destourien |
|  | Noureddine Glenza | Parti socialiste destourien |
|  | Mekki Aloui       | Parti socialiste destourien |
|  | Larbi Daly        | Parti socialiste destourien |

|  | Nom               | Parti                       |
|  | ----------------- | --------------------------- |
|  | Chedly Ben Jaâfar | Parti socialiste destourien |
|  | Lamine Kadri      | Parti socialiste destourien |
|  | Mekki Aloui       | Parti socialiste destourien |
|  | Moncef Haffouz    | Parti socialiste destourien |
|  | Toumi Magtouf     | Parti socialiste destourien |

|  | Nom                 | Parti                                                 |
|  | ------------------- | ----------------------------------------------------- |
|  | Mekki Aloui         | Front national (Parti socialiste destourien)          |
|  | Mohamed Bouzid      | Front national (Union générale tunisienne du travail) |
|  | Habib Debbeche      | Front national (Parti socialiste destourien)          |
|  | Moncef Haffouz      | Front national (Parti socialiste destourien)          |
|  | Hechmi Gouadria     | Front national (Parti socialiste destourien)          |
|  | Mahmoud Ben Hassine | Front national (Parti socialiste destourien)          |

|  | Nom             | Parti                                         |
|  | --------------- | --------------------------------------------- |
|  | Mekki Aloui     | Union nationale (Parti socialiste destourien) |
|  | Lamine Kadri    | Union nationale (Parti socialiste destourien) |
|  | Tahar Bouazizi  | Union nationale (Parti socialiste destourien) |
|  | Moncef Haffouz  | Union nationale (Parti socialiste destourien) |
|  | Hechmi Gouadria | Union nationale (Parti socialiste destourien) |

|  | Nom                                        | Parti                                      |
|  | ------------------------------------------ | ------------------------------------------ |
|  | Mnaouer Zidani remplacé par Aïdoudi Akrimi | Rassemblement constitutionnel démocratique |
|  | Sliman Salhi                               | Rassemblement constitutionnel démocratique |
|  | Mohamed Salah Zaraï                        | Rassemblement constitutionnel démocratique |
|  | Mekki Aloui                                | Rassemblement constitutionnel démocratique |
|  | Hassen Saïbi                               | Rassemblement constitutionnel démocratique |
|  | Abdelkader Nsiri                           | Rassemblement constitutionnel démocratique |

|  | Nom                 | Parti                                      |
|  | ------------------- | ------------------------------------------ |
|  | Mohamed Salah Zaraï | Rassemblement constitutionnel démocratique |
|  | Sliman Salhi        | Rassemblement constitutionnel démocratique |
|  | Abdelmajid Akrimi   | Rassemblement constitutionnel démocratique |
|  | Mohamed Sakri       | Rassemblement constitutionnel démocratique |
|  | Hassen Saïbi        | Rassemblement constitutionnel démocratique |
|  | Habib Nsiri         | Rassemblement constitutionnel démocratique |
|  | Ahmed Khaskhoussi   | Mouvement des démocrates socialistes       |

|  | Nom                     | Parti                                      |
|  | ----------------------- | ------------------------------------------ |
|  | Mohamed Salah Zaraï     | Rassemblement constitutionnel démocratique |
|  | Abderrazak Dhay         | Rassemblement constitutionnel démocratique |
|  | Mohamed Achour Harrathi | Rassemblement constitutionnel démocratique |
|  | Nadia El Hani           | Rassemblement constitutionnel démocratique |
|  | Hassen Saïbi            | Rassemblement constitutionnel démocratique |
|  | Mohamed Tahar Nasri     | Rassemblement constitutionnel démocratique |
|  | Mokhtar Jallali         | Union démocratique unioniste               |

|  | Nom                   | Parti                                      |
|  | --------------------- | ------------------------------------------ |
|  | Lazhar Dhifi          | Rassemblement constitutionnel démocratique |
|  | Amara Boumaïza Brahmi | Rassemblement constitutionnel démocratique |
|  | Baya Messaoudi        | Rassemblement constitutionnel démocratique |
|  | Sondos Aouiti         | Rassemblement constitutionnel démocratique |
|  | Abderrazak Dhay       | Rassemblement constitutionnel démocratique |
|  | Mouldi Saïdi          | Rassemblement constitutionnel démocratique |
|  | Hechmi Salhi          | Parti de l'unité populaire                 |

|  | Nom                          | Parti                                                                           |
|  | ---------------------------- | ------------------------------------------------------------------------------- |
|  | Lazhar Dhifi                 | Rassemblement constitutionnel démocratique                                      |
|  | Mohamed Alibi                | Rassemblement constitutionnel démocratique                                      |
|  | Sonia El Ouni                | Rassemblement constitutionnel démocratique                                      |
|  | Nesrine Saïbi                | Rassemblement constitutionnel démocratique                                      |
|  | Abderrazak Dhay              | Rassemblement constitutionnel démocratique                                      |
|  | Touhami Hani                 | Rassemblement constitutionnel démocratique-Union générale tunisienne du travail |
|  | Moneim Lahmadi               | Mouvement des démocrates socialistes                                            |
|  | Raoudha Saïbi, épouse Thabet | Parti social-libéral                                                            |